# キヌタソウ
キヌタソウ（砧草、学名：Galium kinuta）は、アカネ科アカネ亜科ヤエムグラ属の多年草。

## 特徴
根は黄赤色でひげ状になる。茎はあまり枝分かれせず、直立し、高さは30-60cmになり、無毛。葉は4個が輪生し、各輪が隔たって茎につく。葉の質はやや硬く、葉身は長さ2-8cm、幅0.8-2.5cm、披針形または卵形で、先は鋭突頭または尾状に細くとがり、基部に葉柄はなく、縁に上向きの短毛が生える。葉に3本の葉脈が目立ち、脈上にも上向きの短毛が生える。輪生する葉は、対生する本来の2個の葉と、残りの2個の、葉と同形の托葉となる。
花期は7-9月。茎上部に円錐状の集散花序をつけ、まばらに多数の白色の花をつける。花冠は杯形で、径2.5mm、先は4裂ときに5裂する。雄蕊は4個あり、子房は2室に分かれ、各室に1個の胚珠がある。果実は2個の分果からなり、各分果に1個の種子がある。分果は球形で、表面は平滑で毛はない。

## 分布と生育環境
日本では、本州、四国、九州（熊本、大分、宮崎）に分布し、山地の林縁に生育する。世界では、中国大陸に分布する。

## 名前の由来
和名キヌタソウは「砧草」の意。「砧」とは、本来、布を柔らかくするために叩く台のことをいうが、その布を叩く木槌（横槌）のこともいうこととなったという。「キヌタソウ」は、本種の果実の形をその木槌「砧」に見立てたものと思われるという。
種小名（種形容語）kinuta は、「キヌタ」のこと。

## 学名の変遷
本種の学名は、初め、カール・ヨハン・マキシモヴィッチによって Galium boreale var. japonicum Maxim. (1873) とされ、G. boreale エゾキヌタソウ（広義）の変種とされた。その後、牧野富太郎および中井猛之進によって G. japonicum (Maxim.) Makino et Nakai (1908) とされ、独立種として階級移動された。しかし、G. japonicum なる学名は、G. japonicum Makino (1903) があり、クルマムグラにあてられていた。このような混乱から、中井猛之進および原寛によって、G. kinuta Nakai et H.Hara (1933) に改められた。

## ギャラリー

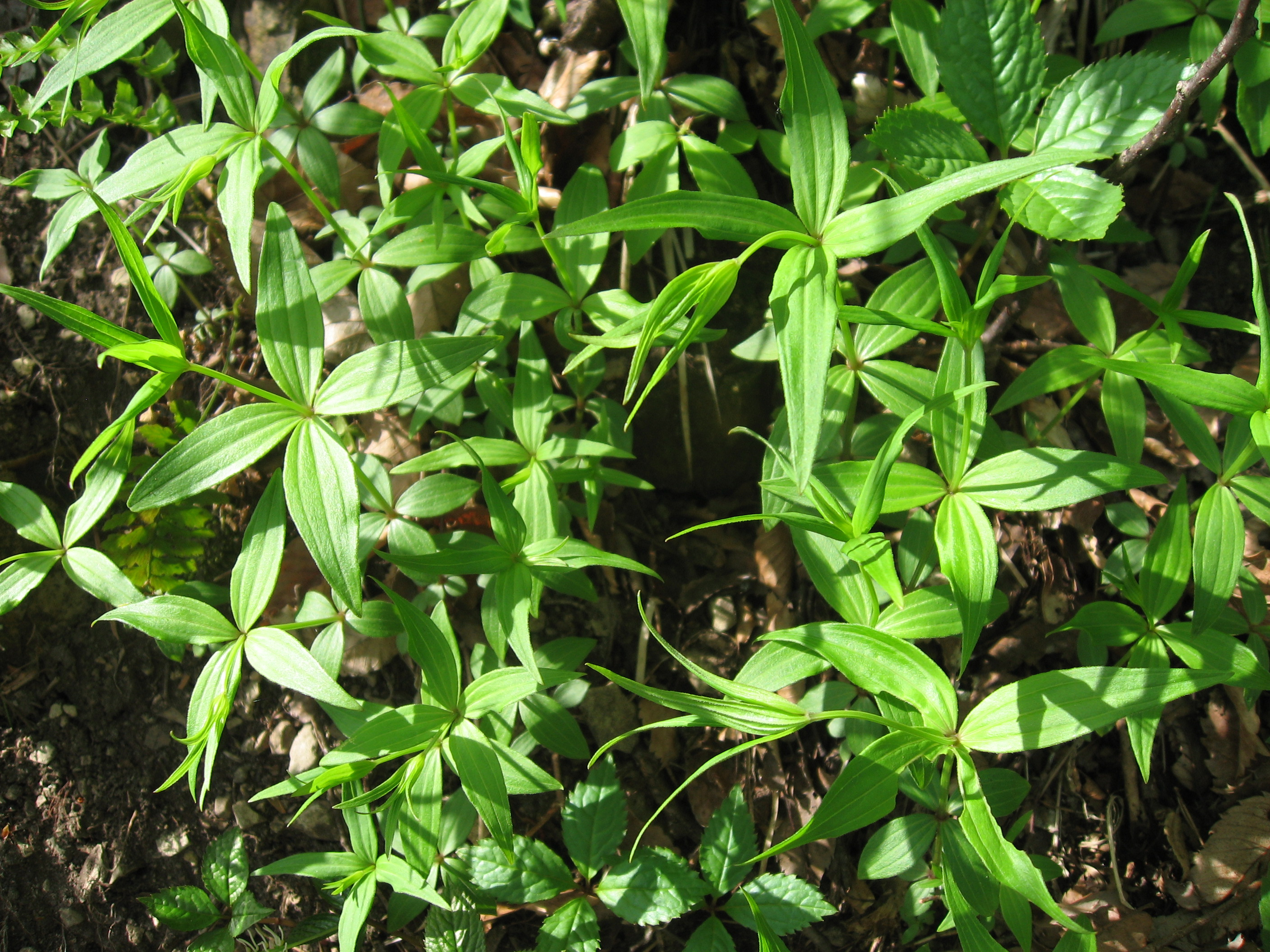
花序をつける前。5月上旬。
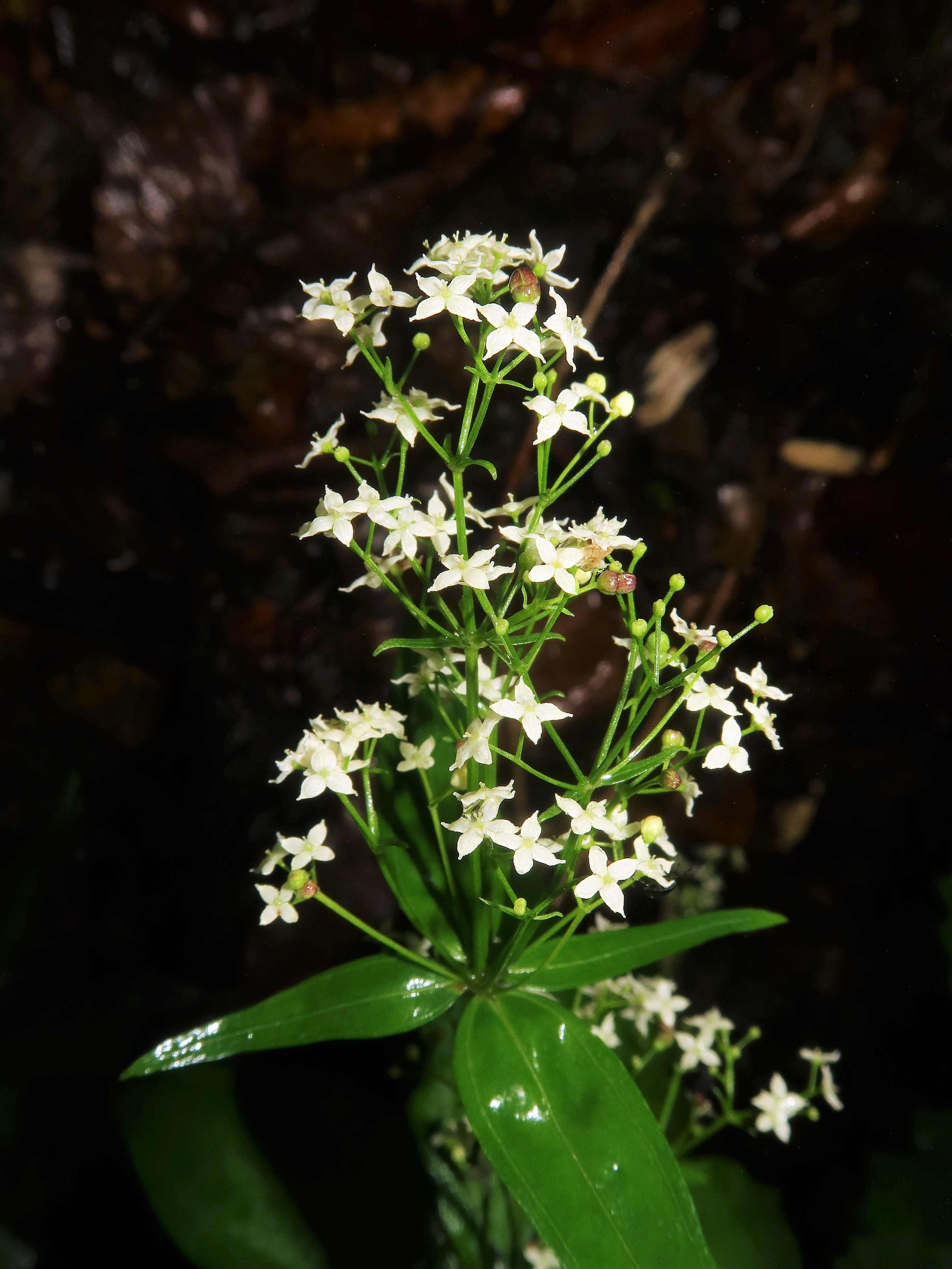
円錐状の集散花序をつけ、まばらに多数の白色の花をつける。
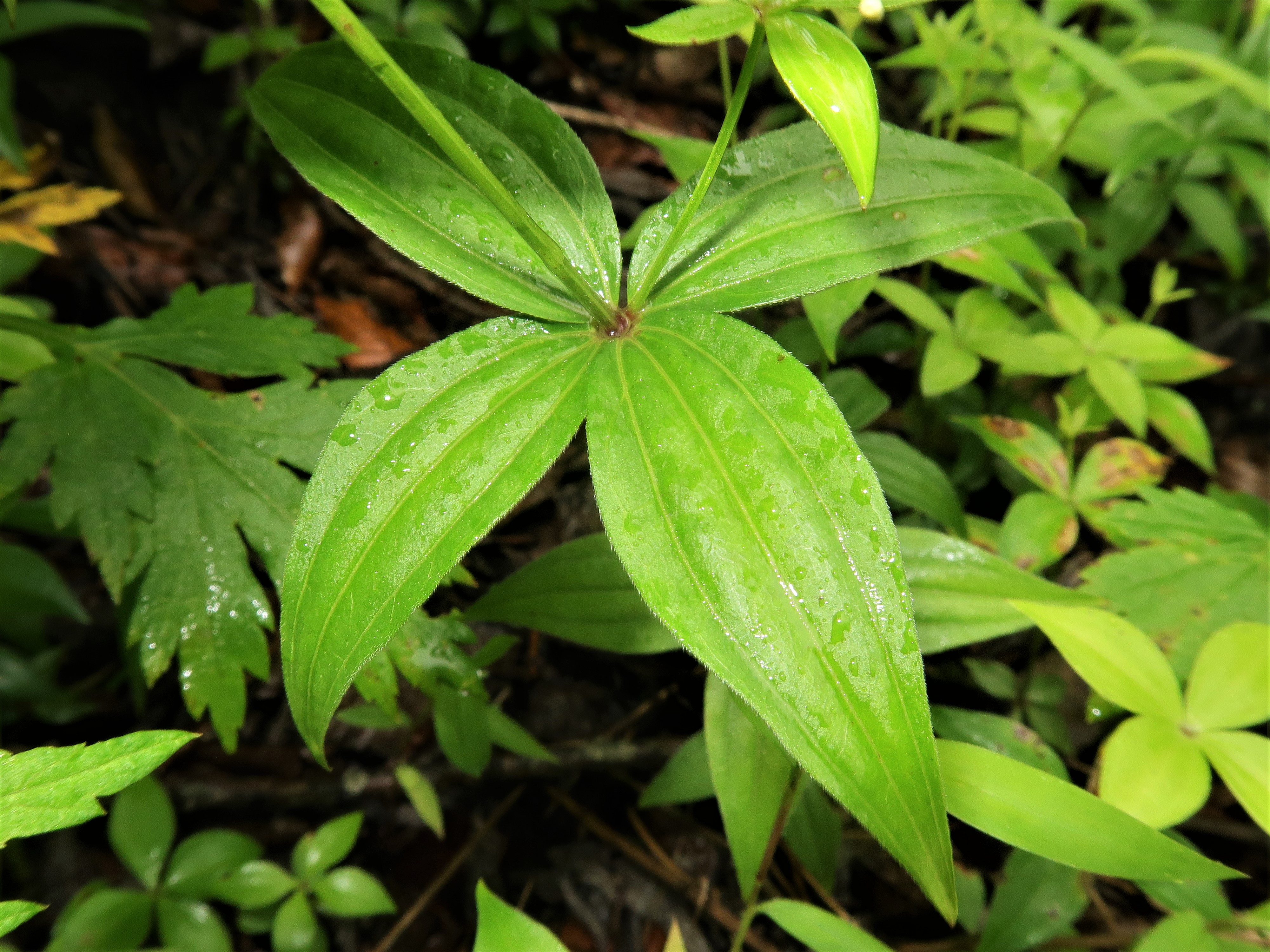
葉の表面。3脈が目立ち、葉の縁に上向きの短毛が生える。
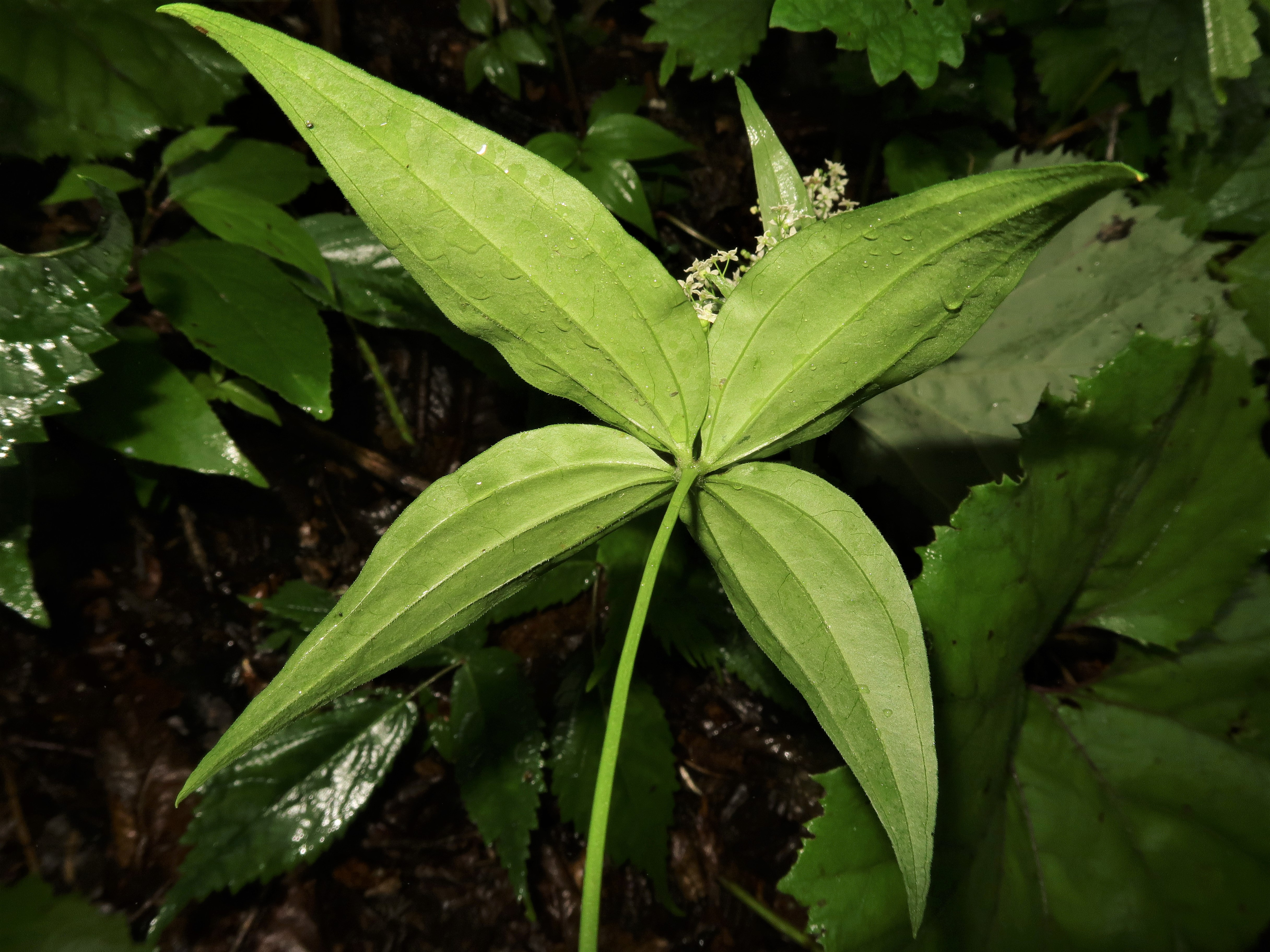
葉の裏面。脈上に上向きの短毛が生える。
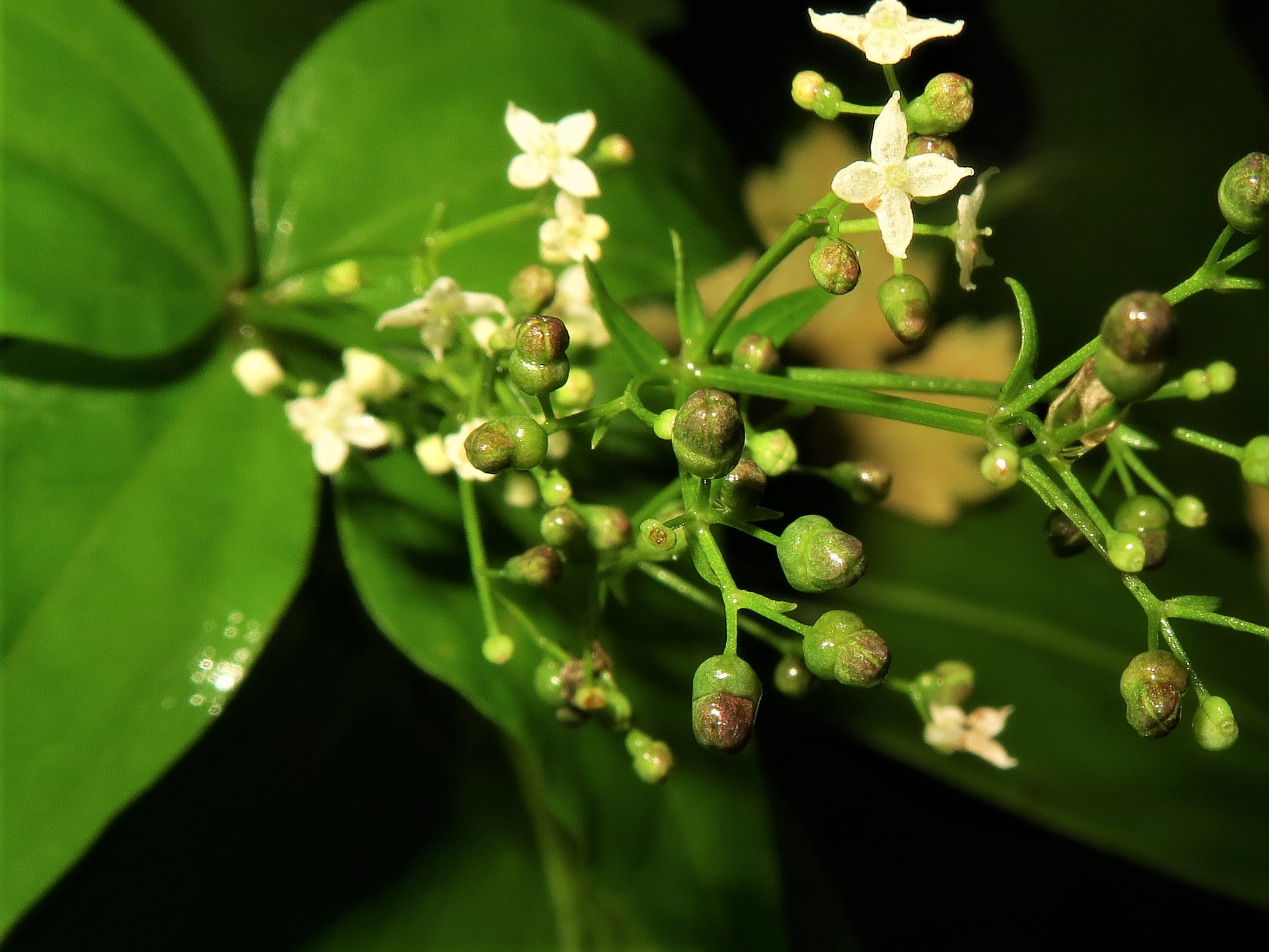
若い果実。この果実の形が、砧の槌の形に似ているという。
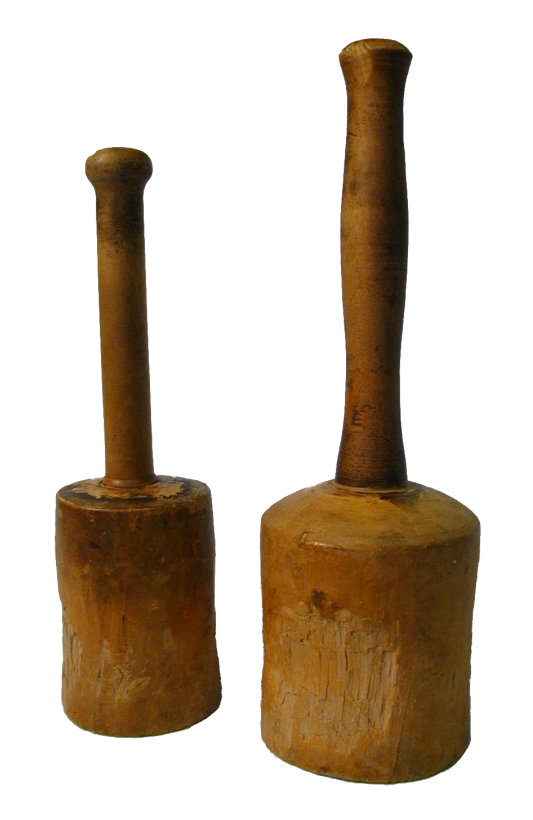
キヌタソウの名前の由来となった木槌（横槌）。果実の形が、砧の槌の形に似ている。

## 下位分類
- オトギリキヌタソウ Galium kinuta Nakai et H.Hara f. bracteatum (Nakai) H.Hara[9] - 品種名 bracteatum は「苞葉のある」の意味[10]。タイプ標本は徳島県剣山産のもの[9]。
- バライロキヌタソウ Galium kinuta Nakai et H.Hara f. roseum Hayashi[11] - 品種名 roseum は「バラ色の」「淡紅色の」の意味[10]。タイプ標本は神奈川県大室山産のもの[11]。
- アオキヌタソウ Galium kinuta Nakai et H.Hara f. viridescens (Matsum. et Nakai) H.Hara[12] - 品種名 viridescens は「緑色になる」の意味[10]。タイプ標本は長野県白馬岳産のもの[12]